# Stehgeiger
Stehgeiger kommer från tyskan och betyder "stående violinist". På tyska används termen om en violinist som leder en musikensemble. Kända Stehgeiger är bl.a. Johann Strauss d.y., Joseph Lanner och Willi Boskovsky, som dirigerade Wiens filharmoniska orkester med fiolen i hand. Termen kan dock användas närhelst en violinist uppträder stående. Ett exempel på en sådan situation är en konsertmästare som leder orkestern, medan han eller hon själv spelar violin. Ett annat exempel på "Stehgeiger" är en kaféviolinist.